# Chapelle Sainte-Claire d'Orly
La chapelle Sainte-Claire est un édifice religieux, de culte catholique, situé dans la commune d'Orly, avenue de la Victoire.
C'est un bâtiment cubique, dont la façade principale est percée de petits vitraux géométriques.